# Nergal (bóstwo)
Nergal – sumeryjski bóg, syn Enlila i bogini Ninlil. Władca świata podziemnego po małżeństwie z Ereszkigal. Pierwotnie bóg zamieszkujący niebiosa, dla Babilończyków bóg światła, główne miejsce kultu – Kuta.
Jak głosi legenda stoczył z Teszubem walkę o władzę nad niebiańskim królestwem. Po klęsce zszedł do świata podziemnego.
Sumerowie uważali go za boga zarazy i jako takiego włączali go do grupy bogów odpowiedzialnych za zsyłanie chorób i epidemii. Dlatego też sumeryjski kapłan-lekarz odprawiał serię modlitw oraz składał bóstwu ofiary, by tym sposobem odegnać chorobę i przebłagać duchy do opuszczenia ciała człowieka.